# Dipartimento dei vigili del fuoco, del soccorso pubblico e della difesa civile
Il  Dipartimento dei vigili del fuoco, del soccorso pubblico e della difesa civile  è una struttura incardinata nel Ministero dell'interno con le funzioni e i compiti di difesa civile e di soccorso.
Il Dipartimento è disciplinato dal DPCM 7 settembre 2001, n. 398.
Dal 25 novembre 2024 le funzioni di capo Dipartimento sono svolte dal prefetto Attilio Visconti, subentrato a Renato Franceschelli.

## Struttura
Il Dipartimento si articola in otto direzioni centrali e in un ufficio di diretta collaborazione del direttore del dipartimento (un prefetto).

### Direzioni centrali
- Direzione centrale per l'emergenza e il soccorso tecnico 
  - Ufficio I: Gestione e coordinamento dell'emergenza
  - Ufficio II: Soccorso aereo
  - Ufficio III: Soccorso acquatico, portuale e aeroportuale e servizio sommozzatori
  - Area VII: Rischio biologico e chimico
- Direzione centrale per la prevenzione e la sicurezza tecnica 
  - Area I: Coordinamento e sicurezza sul lavoro
  - Area II: Normazione, notifica e controllo
  - Area III: Prevenzione incendi
  - Area IV: Rischi industriali
  - Area V: Protezione passiva
  - Area VI: Protezione attiva
  - Area VII: Mezzi, materiali, Dispositivi di protezione individuale ed impianti tecnologici
  - Area VIII: Nucleo investigativo antincendi
- Direzione centrale per la difesa civile e le politiche di protezione civile 
  - Ufficio I: Coordinamento, politiche di protezione civile e centri di pronto intervento e supporto logistico
  - Ufficio II: Pianificazione nazionale della difesa civile
  - Area I: Politiche di raccordo del Corpo nazionale dei vigili del fuoco in materia di difesa civile e Protezione civile
  - Area II: Nucleare
- Direzione centrale per la formazione 
  - Area I: Coordinamento e sviluppo della formazione
  - Area II: Scuole centrali antincendio
  - Area III: Pianificazione e controllo della formazione
  - Area IV: Istituto Superiore Antincendi
  - Area V: Scuola di formazione operativa di Montelibretti
  - Area VI: Medicina del lavoro e formazione sanitaria
  - Area VII: Formazione motoria professionale
- Direzione centrale per le risorse umane 
  - Ufficio I: Politiche del personale e affari generali
  - Ufficio I-bis: Responsabile della pianificazione della mobilità e sviluppo delle aree professionali
  - Ufficio II: Personale dei ruoli dei dirigenti e dei direttivi e del ruolo degli ispettori e sostituti direttori antincendio
  - Ufficio III: Personale non direttivo e non dirigente che espleta attività tecniche, amministrativo-contabili e tecnico-informatiche
  - Ufficio IV: Personale del ruolo dei capi squadra e capi reparto e del ruolo dei vigili del fuoco e personale volontario
  - Ufficio V: Contenzioso e disciplina
- Direzione centrale per le risorse finanziarie 
  - Area I: Bilancio e patrimonio
  - Area II: Spese di funzionamento
  - Area III: Trattamento economico fisso del personale
  - Area IV: Trattamento economico accessorio del personale
  - Area V: Trattamento previdenziale ordinario e privilegiato
- Direzione centrale per l'amministrazione generale
  - Ufficio I: Affari generali
  - Ufficio II: Affari concorsuali e contenzioso
  - Ufficio III: Affari legali e contenzioso
- Direzione centrale per le risorse logistiche e strumentali 
  - Ufficio I: Consulenza contrattuale e affari generali
  - Ufficio II: Contenzioso contrattuale
  - Area I: Gestione delle risorse immobiliari
  - Area II: Gestione dei servizi ausiliari e di funzionamento
  - Area III: Gestione vestiario, equipaggiamento e casermaggio
  - Area IV:  abolita 
  - Area V: Sedi di servizio
  - Area VI: Macchinari e materiali
  - Area VII: Coordinamento dei servizi informatici
  - Area VIII: Servizi informativi automatizzati
  - Area IX: Telecomunicazioni e statistica

### Ufficio centrale ispettivo
- Servizio affari generali
- Ufficio coordinamento ispettivo e politiche di controllo
- Area operativa sanitaria posizione di staff con funzioni ispettive
- Ufficio Ispettivo per l'Italia Settentrionale
- Ufficio Ispettivo per l'Italia Centrale e la Sardegna
- Ufficio Ispettivo per l'Italia Meridionale e la Sicilia

## Compiti e funzioni
- soccorso pubblico;
- prevenzione incendi e altre attività assegnate al Corpo nazionale dei vigili del fuoco dalle vigenti normative;
- difesa civile;
- politiche ed ordinanze di protezione civile.